# Соседка (фильм, 1981)
«Соседка» (фр. La Femme d’à côté) — кинофильм Франсуа Трюффо.

## Сюжет
Бернар Кудре — образцовый семьянин, проживающий в пригороде Гренобля с любящей красавицей-женой Арлеттой и малолетним сынишкой. Их упорядоченная провинциальная жизнь течёт своим чередом, пока в один роковой день в дом по соседству не въезжают Филипп и Матильда Бошары. В последней Бернар узнает женщину, с которой семь лет назад пережил бурный роман. Бернар и Матильда снова начинают регулярно встречаться. На предложение начать заново их совместную жизнь Матильда отвечает отказом. Бернар в отчаянии. Во время одного из приемов, который устраивают на этот раз супруги Бошар, он теряет самообладание и публично избивает Матильду.
Проходит время. Арлетта, беременная вторым ребёнком, и Филип, ухаживающий за потрясенной Матильдой во время круиза по Северной Африке, мирились с происшедшим. Матильда и Бернар, казалось, раскаялись. Но однажды в том же теннисном клубе Матильде, подписывающей экземпляры новой, только что оформленной ею книги, стало плохо. В больнице у неё наступил полный упадок сил, и она отказалась от чьей-либо поддержки, даже от сочувствия Бернара, навестившего её по просьбе Филипа. Наконец она выздоравливает, и супруги Бошар переезжают на новую квартиру. Однажды ночью Бернар просыпается от шума в соседнем доме. Войдя в дом, покинутый Бошарами, он застает там Матильду. Они снова вместе, они любят друг друга. Незаметно для Бернара Матильда достает из сумочки пистолет. Сначала она убивает Бернара, потом себя.

## В ролях
- Жерар Депардьё — Бернар Кудре
- Фанни Ардан — Матильда Бошар
- Анри Гарсен — Филипп Бошар
- Мишель Бомгартнер — Арлетта Кудре
- Роже ван Хол — Ролан Дюге
- Вероник Сильвер — мадам Одиль Жув
- Филипп Морье-Гену — доктор
- Оливье Бекар — Тома Кудре

## Награды и номинации

### Номинации
- 1982 — Премия «Сезар»
  - Лучшая актриса — Фанни Ардан
  - Лучшая актриса второго плана — Вероник Сильвер